# 萨莱诺转折
萨莱诺转折（義大利語：Svolta di Salerno）是意大利史学界用来指代1944年4月意大利共产党总书记帕尔米罗·陶里亚蒂在苏联推动下作出的一项政治举措的术语。当时，陶里亚蒂在萨莱诺发表公开演讲“共产党的民族团结政策”，说明意大利共产党的新路线，主张在反法西斯政党、君主制和佩特罗·巴多格里奥之间寻求妥协，以促成一个由所有参加民族解放委员会的政治力量代表组成的民族团结政府，从而暂时搁置制度问题（即国家应采取何种政治制度的讨论，推迟到战争结束后再作决定）。
这项举措最终以接受恩里科·德尼科拉提出的调解方案告终，该方案涉及将所有国家职能移交给翁贝托·迪·萨伏伊，由其担任意大利王国摄政，并宣布将在战争结束后举行选举，组建制宪会议，并由其决定国家的政体形式。在战后初期，萨莱诺转折对人民民主阵线所主张的统一路线造成了不少困扰。意大利社会党内部的一些极左翼人士曾指责陶里亚蒂及意大利共产党与君主制和意大利当局达成妥协。